# Puente de la Mujer
El puente de la Mujer es un puente atirantado de pilón contrapeso diseñado por el arquitecto español Santiago Calatrava en la ciudad de Buenos Aires, Argentina. Es la primera de sus obras en América Latina (seguida por el Museu do Amanhã en Río de Janeiro) y se encuentra ubicada en el Dique 3 de Puerto Madero, en Pierina Dealessi y Manuela Gorriti.

## Historia
Se trata de una obra pensada por el empresario Alberto González, quien fue miembro del Grupo Madero y donó el dinero para su construcción. González se la encargó al arquitecto e ingeniero español Santiago Calatrava. Fue fabricado por la empresa Urssa en la ciudad de Vitoria, en el País Vasco, España, debido a que el acero con el que se lo construyó no se fabrica en Argentina.
El diseño es una síntesis de la imagen de una pareja bailando tango.
El costo de la obra fue de unos seis millones de dólares que fueron donados por Alberto González. Fue realizado en Vitoria, España, por la empresa Urssa iniciada la construcción del puente en 1998. Fue inaugurado el 20 de diciembre de 2001.
En 2022 se renovó por primera vez el piso del puente, usando para ello madera plástica realizada con botellas de amor donadas en los puntos verdes de la ciudad.

## Características[6]
Se trata de un puente peatonal de 170 m de largo y 6,20 m de ancho dividido en tres secciones: dos fijas en ambas márgenes del dique y una móvil que gira sobre un pilón cónico de hormigón blanco y permite en menos de dos minutos el paso de embarcaciones. Esta sección central está sostenida por una aguja de acero con alma de cemento de unos 39 m de altura. La aguja está dispuesta en diagonal y de ella penden, a modo de puente atirantado, los cables que soportan el tramo que gira.
Su peso es de 800 toneladas. Posee dos tramos fijos laterales de 25 y 32,50 m y un tramo central colgante y rotatorio de 112,50 m. Para accionar el giro de este se cuenta con un sistema de computación situado al este del puente.
El pílono inclinado, de 34 m de alto y un ángulo de 39°, le imprime un original perfil y soporta tanto los tirantes como el tablero horizontal.
Las fundaciones y las tres pilas que lo sustentan son de hormigón armado. La pasarela, metálica, y su extremo posterior, de hormigón.
Su aspecto es muy parecido al Puente Samuel Beckett en Dublín (Irlanda) y al Puente del Alamillo en Sevilla (España), ambos diseñados también por Santiago Calatrava.

## Galería

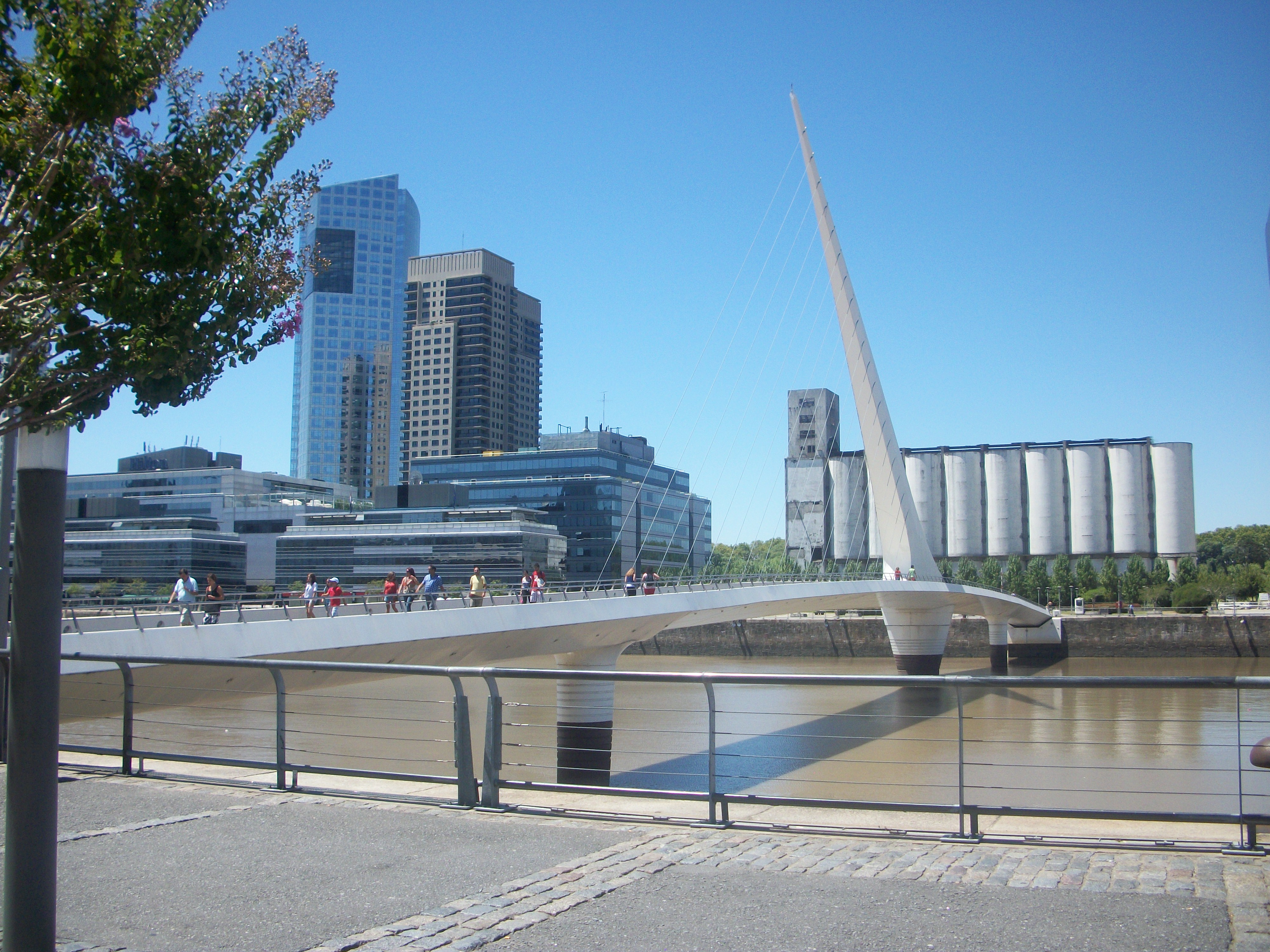
El puente con la Torre YPF.
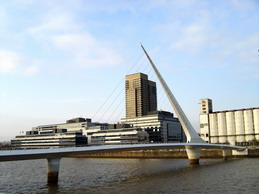
Vista parcial
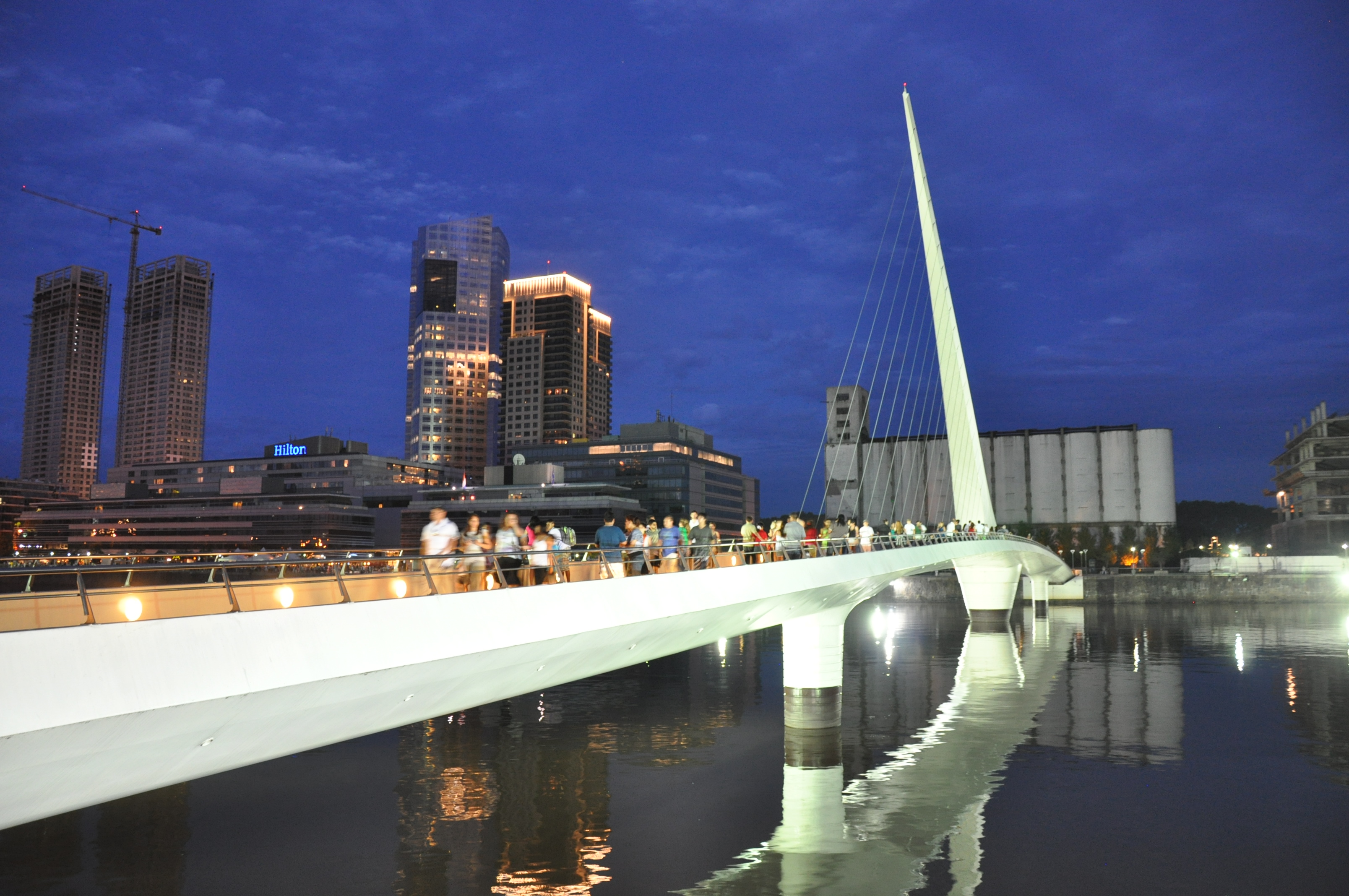
De noche